# Rotationspunkt

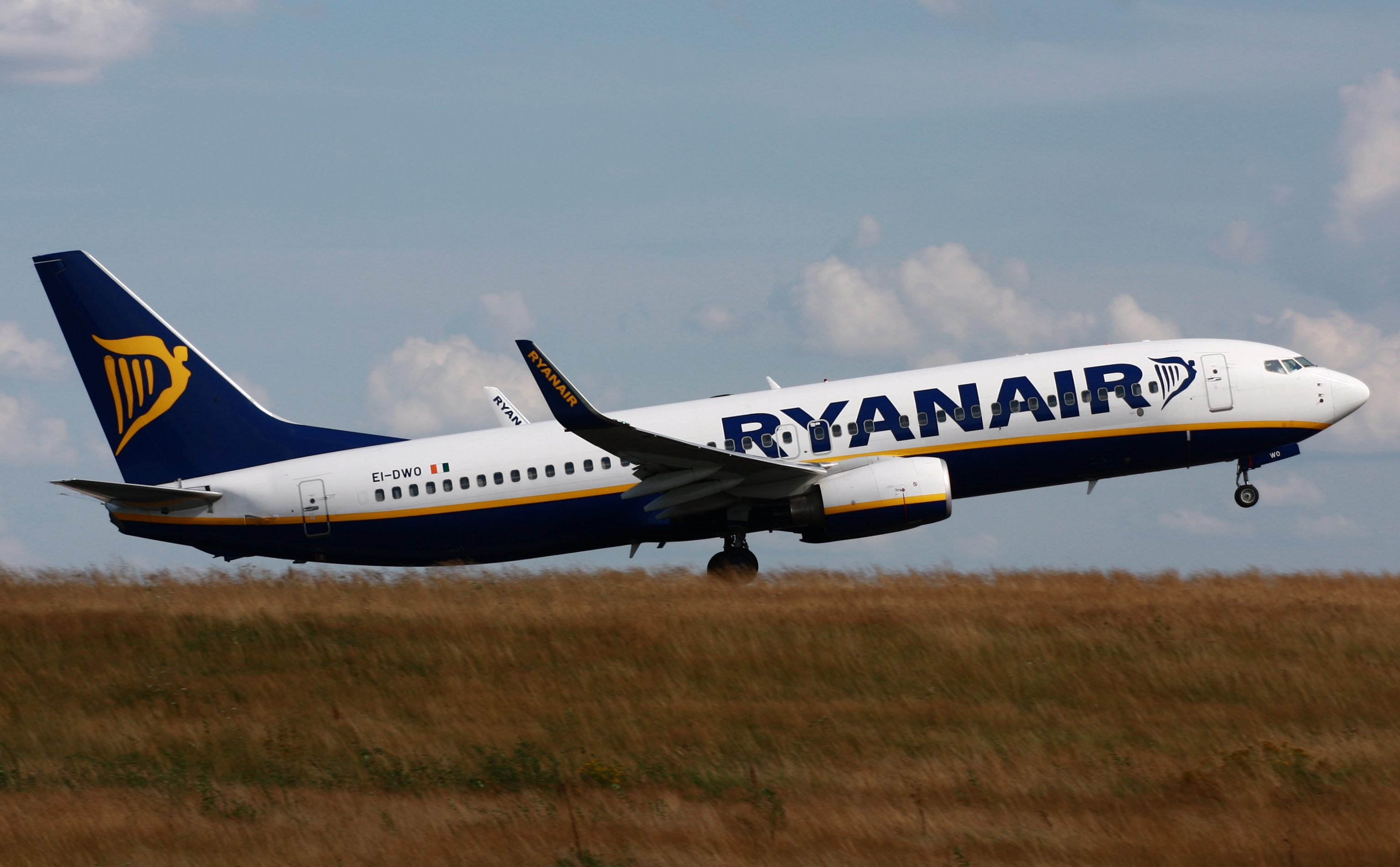
Boeing 737-800 am Rotationspunkt

Mit Rotationspunkt wird in der Luftfahrt die Stelle (an der Startbahn oder im Startverlauf) bezeichnet, an der das Flugzeug beim Start um seine Querachse rotiert oder zu rotieren beginnt. Diese Stelle ist erreicht, wenn die Flugzeugnase angehoben wird und das Bugfahrwerk abhebt.
Der Pilot hebt die Nase des Flugzeugs bei jedem Start bei einer vom Piloten vorher exakt zu berechnenden Geschwindigkeit Vr (sprich: Vi rotate) an. Sobald das Flugzeug reagiert und abhebt, ist rechnerisch die Geschwindigkeit Vlof (lift off) erreicht, die unter Berücksichtigung bestimmter Sicherheitsmargen festgelegt wurde. Unter anderem werden dabei beachtet:
- Vmca (minimum control speed air – um auch bei Triebwerksausfall die Richtung halten zu können)
- V1 (Entscheidungsgeschwindigkeit für den Takeoff)
- Vmu (minimum unstick speed – damit die Auftriebskraft reicht, um ohne Tailstrike abheben zu können)
- Vs (Stallspeed in Startkonfiguration)

Die Rotationsgeschwindigkeit beeinflusst ganz wesentlich die Länge des benötigten Startlaufs.
Ab dem Rotationspunkt treten Wirbelschleppen hinter einem Flugzeug auf, die nachfolgende Flugzeuge gefährden können. Da Wirbelschleppen anschließend zum Boden absinken, sollten leichtere Flugzeuge, die unmittelbar hinter schwereren Maschinen starten, vor deren Rotationspunkt abheben. Wenn sie danach aber keinen so steilen Abflug fliegen können, besteht die Gefahr, dass sie den Flugpfad der vorher abgehobenen schweren Maschine kreuzen und so doch noch in deren Wirbelschleppen kommen. Es muss also nach dem Abheben durch zusätzliche Änderung der Flugrichtung den Wirbelschleppen ausgewichen werden.